# 高井雄基
高井 雄基（たかい ゆうき、1996年7月19日 - ）は、愛知県出身のボートレーサー。登録第5125号。吉田裕平(4914)と幼なじみ。救急救命士からボートレーサーに転身した。

## 来歴
- 常滑市立鬼崎中学校卒業。
- 山梨学院大学附属高等学校入学。
- 2020年3月20日選手登録。
- 2020年5月15日からボートレース常滑で開催された 一般戦「オラレセントレア開設8周年記念」初日第2Rでデビュー[1]。（6着）
- 2021年2月2日からボートレース江戸川で開催された 一般戦「第19回日本モーターボート選手会会長賞」初日第7R5号艇からまくり差しを決めて勝利[2]し、デビュー初勝利を飾る。

## 戦績
- 出走回数：228回
- 1着回数：6回
- 優出回数：0回
- 優勝回数：0回
- フライング(F)回数：2回
- 出遅れ(L)回数：0回
- 通算勝率：2.77
- 2連対率：9.65
- 3連対率：14.47
- 生涯獲得賞金：10,349,000円